# مضخم مباشر الاقتران
مضخم مباشر الاقتران أو مضخم الاقتران مباشر أو مضخم ذو اقتران مباشر (بالإنغليزية: direct-coupled amplifier أو DC amplifier) هو نوع من المضخمات يقترن فيه خرج مرحلة واحدة من المضخم بدخل المرحلة التالية بطريقة تسمح للإشارات ذات التردد الصفري، والتي يشار إليها أيضًا بالتيار المباشر، للانتقال من المدخلات إلى المخرجات. هذا هو تطبيق للاقتران المباشر الأعمّ.

## التيار
إنَّ الاستخدام الشائع لمصطلح "DC amplifier" لا يعني «مضخم التيار المباشر direct current amplifier»، حيث يمكن استخدام هذا النوع لإشارات التيار المباشر أوالمتردد. تشبه استجابةُ التردد -للمضخم مباشر الاقتران- مرشحَ الترددات المنخفضة ومن ثم يُعرف أيضًا باسم «مضخم الترددات المنخفضة». لا يمكن تضخيم التيار المستمر (تردد صفري) إلا بواسطة هذا المضخم، ومن ثم يصبح لاحقًا لبنة البناء للمضخم التفاضلي والمضخم العملياتي. علاوة على ذلك، لا تسمح تقنية الدوائر المتكاملة المتجانسة بتصنيع مكثفات اقتران كبيرة.

## المزايا
هناك عدة مزايا لاستخدام هذا النوع من المضخمات، منها:
- ترتيب بسيط للدائرة حيث يوجد حد أدنى لعدد المكونات
- غير مكلف للغاية
- يمكن استخدامه لتضخيم إشارات التردد الصفري والمنخفض
- ترتيب الدائرة بسيط بسبب الحد الأدنى من استخدام المقاومات.

## السلبيات
بالإضافة إلى المزايا، هناك أيضًا العديد من العيوب المعروفة. وتشمل:
- في مضخم مباشر الاقتران، لوحظ انحراف، وهو حدوث تغير غير مرغوب فيه في جهد الخرج بدون تغيير في جهد الدخل.
- يتغير الخرج مع تقدم العمر أو الوقت والتغير في مصدر جهد.
- تتغير متغيرات أو معاملات parameters الترانزستور مثل vbe و β مع تغير درجة الحرارة. هذا يسبب تغير في تيار وجهد المجمع. لذلك، يتغير جهد الخرج
- أي تشويش أو التقاط طائش لإشارة ما يظهر عند دخل المضخم يزداد عند الخرج، بسبب الكسب العالي.

## التطبيق
تستخدم المضخمات مباشرة الاقتران في أجهزة استقبال التلفاز والحواسيب ودوائر التنظيم وغيرها من الأدوات الإلكترونية. كما أنها تشكل لبنة بناء للمضخم التفاضلي والمضخم العملياتي.